# 吳貫因

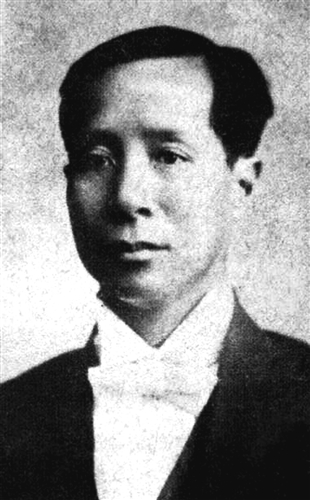

吳貫因（1879年—1936年）原名吳冠英，別號柳隅，广东澄海人。中国语言学家、历史学家，中华民国官员。

## 生平
吳貫因早年获日本早稻田大学政治学士。在日本留学期间，1909年他同张君劢等人在东京设立谘议局事务调查会，并负责编辑《宪政新志》。他还是中国同盟会会员。归国后，1912年吳貫因同梁启超在天津创办《庸言》月刊。《庸言》反映的主要是进步党的中间立场，既不满袁世凯的统治，又批评国民党的政见。他在为该月刊所撰文章中提出 “国家利益”高于一切，并主张成立独立的行政审判机构即平政院，不反对政府干预经济。1916年袁世凯称帝时，吴贯因随反袁的梁启超赴两广。1917年起，他开始从政，历任北京政府内务部参事、内务部卫生司司长。后来，他推崇“教育救国”，先后在多所大学任教授。1928年8月，任东北大学史学群学系主任教授。1935年，他一度返回天津创办《正风》半月刊。
1936年，吳貫因逝世。

## 著作
- 《史之梯》
- 《中国经济史》
- 《中国文字之原始及其变迁》
- 《中国语言学问题》[1]
- 從軍日記